# Tad Schmaltz
Tad Schmaltz (* 1960) ist Professor an der philosophischen Fakultät der Duke University in Durham, North Carolina, USA. 
Seine historischen Forschungsschwerpunkte liegen v. a. in der Spätscholastik und frühen Philosophie der Neuzeit. Er hat Studien zu René Descartes, Nicolas Malebranche und Spinoza vorgelegt. Erkenntnisinteresse sind dabei v. a. Fragen der Philosophie des Geistes und der Metaphysik, insbesondere scholastische Kausalitäts- und Freiheitstheorien und frühmoderne Theorien des Selbstbewusstseins. 
Schmaltz erwarb seinen Ph.D. 1988 in Notre Dame, erhielt 1989 dort eine Assistenzprofessur und 2003 eine ordentliche Professur und ist gegenwärtig Dekan der dortigen philosophischen Fakultät. Er ist Herausgeber des Journal of the History of Philosophy.
Ab Sommer 2010 ist Schmaltz an der philosophischen Fakultät an der University of Michigan tätig. Damit kehrt er in seine Heimatstadt zurück, wo er in den 1970er Jahren die St.-Paul-Schule besuchte.

## Werke (in Auswahl)
Monographien
- Malebranche’s Theory of the Soul. Oxford University Press, New York 1996
- Radical Cartesianism. Cambridge University Press, New York 2002.
- Hg. von Receptions of Descartes: Cartesianism and Anti-Cartesianism in Early Modern Europe. Routledge, London 2005.
- Mit-Hg. von Historical Dictionary of Descartes and Cartesian Philosophy, Historical Dictionaries of Religions, Philosophies, and Movements Series, Scarecrow Press, Lanham, MD 2003.
- Descartes on Causation. Oxford University Press, New York 2008

Aufsätze
- Cartesian causation: body-body interaction, motion, and eternal truths. In: Studies in History and Philosophy of Science. Band 34/4, 2003, S. 737–762.
- The Cartesian Refutation of Idealism. In: British Journal for the History of Philosophy. Band 10/4, 2002, S. 513–540.
- What Has Cartesianism to Do with Jansenism? In: Journal of the History of Ideas. Band 60/1, 1999, S. 37–56.
- Spinoza’s Mediate Infinite Mode. In: Journal of the History of Philosophy. Band 35/2, 1997, S. 199–235.
- Human Freedom and Divine Creation in Malebranche, Descartes and the Cartesians. In: British Journal for the History of Philosophy. Band 2/2, 1994, S. 3–50.
- Descartes and Malebranche on Mind and Mind-Body Union. In: Philosophical Review. Band 101/2, 1992, S. 281–325.
- Platonism and Descartes’ View of Immutable Essences. In: Archiv für Geschichte der Philosophie. Band 73/2, 1991, S. 129–170.